# Artavazde Ier d'Arménie
Pour les articles homonymes, voir Artavazde et Artavazde Ier.
Artavazde Ier (en arménien Արտավազդ Առաջին) est un roi d'Arménie, de la dynastie artaxiade. Fils aîné et successeur d'Artaxias Ier, frère de Tigrane Ier, il règne de 159 à 123 av. J.-C. (ou 149). Son règne n'est ni aussi bref ni aussi tragique que le décrit l'historien Moïse de Khorène dans son Histoire de l'Arménie. Il a comme successeur son frère Tigrane Ier.
Selon les interprétations modernes de la Chronique géorgienne, Artavazde serait par ailleurs le père du roi d'Ibérie Artaxias Ier (ou Arsace ou Arschak),.